# Maladroit
| 전문가 평가          | 전문가 평가 |
| 총 점수              | 총 점수     |
| 출처                 | 점수        |
| -------------------- | ----------- |
| 메타크리틱           | 72/100      |
| 평가 점수            |             |
| 출처                 | 점수        |
| AllMusic             | [ 6 ]       |
| Blender              | [ 7 ]       |
| Entertainment Weekly | C+          |
| Los Angeles Times    | [ 9 ]       |
| NME                  | 8/10        |
| Pitchfork            | 5.4/10      |
| Q                    | [ 12 ]      |
| Rolling Stone        | [ 2 ]       |
| Spin                 | 7/10        |
| The Village Voice    | B−          |

《Maladroit》는 2002년 5월 14일에 게펀 레코드에 의해 발매된 미국의 록 밴드 위저의 네 번째 스튜디오 음반이다. 이 음반은 밴드가 자체 제작했으며 2001년 전 베이시스트였던 마이키 웰시가 탈퇴한 후 처음으로 베이시스트 스콧 슈리너가 피처링한 음반이었다. 슈리너는 밴드의 이전 음반인 《Weezer》(《Green Album》으로도 알려져 있음)의 〈Photograph〉 뮤직 비디오에 출연했다. 음악적으로 이 음반은 위저의 이전 발매 음반에서는 흔하지 않은 하드 록 사운드와 헤비 메탈 리프가 특징이다.
녹음하는 동안 위저는 팬들의 피드백을 수집하기 위해 밴드의 웹사이트에 매일 데모를 발표하곤 했다. 기타리스트이자 보컬리스트인 리버스 쿼모는 음반의 대부분의 측면에서 팬들과 의견이 다를 때가 많다. 밴드의 업로드로 인해 일부 라디오 방송국에서는 여전히 발표되지 않은 노래를 재생하기도 했다.
싱글 〈Dope Nose〉와 〈Keep Fishin'〉이 지원한다. 《Maladroit》는 비평가들로부터 긍정적인 평가를 받았고 《롤링 스톤》 독자들의 최고 음반 여론 조사에서 90위에 올랐다. 이 음반은 데뷔했고 첫 주에 152,000장이 팔리며 빌보드 200에서 3위로 정점을 찍었다. 2022년 현재 이 음반은 미국에서 605,000장이 팔렸고 발매 한 달 만에 미국 음반 산업 협회로부터 골드 인증을 받았다.

## 배경 및 녹음
밴드의 네 번째 스튜디오 음반을 위해, 위저는 스튜디오에서 《Maladroit》 작업을 하는 동안 그룹이 매일 MP3 형식으로 데모를 밴드 웹사이트에 공개하는 혁신적인 시스템을 통합하려고 시도했다. 이로 인해 음반이 발매되기 전에 30여 곡의 다양한 버전의 노래가 인터넷에 떠돌게 되었다.
이 아이디어는 그룹의 공식 게시판뿐만 아니라 더 결정적으로 (주로 언론이 접근할 수 없도록 프론트맨 리버스 쿼모의 요청으로 대중에게 비공개된) 비공식 게시판에서도 이 밴드의 팬들과 소통을 계속 열어두자는 것이었다. 하지만 쿼모와 팬들은 이 음반의 여러 창의적인 측면에 대해 강한 의견 차이를 보였다. 그들이 합의한 한 가지는 2000년 여름 노래 〈Slob〉을 음반에 사용할 수 있도록 다시 가져온 것이다. 쿼모는 "팬들이 요청하지 않았다면 저는 〈Slob〉이라는 노래를 음반에 넣을 생각을 결코 하지 못했을 것이다"라고 말했다. 베이시스트 스콧 슈리너 또한 이 음반에 수록될 〈Are You Gonna Be?〉라는 숨겨진 곡을 원했다. 의견 차이와 상관없이, 위저의 팬들은 여전히 이 음반의 라이너 노트에 "특별히 감사하다"라고 말한다.
밴드가 MP3 데모를 웹사이트에 업로드하자 일부 라디오 방송국에서는 아직 발매되지 않은 (그리고 때로는 완성되지 않은) 노래를 재생했다. 쿼모와 게펀/인터스코프 음반사 사이의 다툼으로 인해, 위저는 《Maladroit》의 녹음에 자비를 들였고, 라디오가 녹음을 재생하기 시작하기 전까지 음반사는 그 녹음에 대해 전혀 알지 못했다. 쿼모는 팬들이 그 음악을 듣고 매우 흥분하여 《Maladroit》의 13곡 중 8곡의 복사본을 주요 라디오 방송국과 언론 매체에 개인적으로 우편으로 보냈다고 한다. 라디오 방송국에 유출된 주에, 리드 싱글 〈Dope Nose〉는 공식 싱글 없이 《빌보드》 모던 록 트랙 차트에서 25위에 올랐다.

## 커버 아트
커버 아트는 공모전 제출물 중에서 선택된 팬에 의해 이루어졌다. 음반 제목인 Maladroit는 "어색하고, 어설프고, 서투르고, 서투르다"라는 의미로, Lethe라는 화면 이름을 가진 위저 게시판의 한 이사가 제안했다.

## 곡 목록
모든 곡들은 리버스 쿼모에 의해 작사/작곡하였다.
| #   | 제목                      | 재생 시간 |
| --- | ------------------------- | --------- |
| 1.  | 〈American Gigolo〉       | 2:42      |
| 2.  | 〈Dope Nose〉             | 2:16      |
| 3.  | 〈Keep Fishin'〉          | 2:52      |
| 4.  | 〈Take Control〉          | 3:05      |
| 5.  | 〈Death and Destruction〉 | 2:38      |
| 6.  | 〈Slob〉                  | 3:08      |
| 7.  | 〈Burndt Jamb〉           | 2:39      |
| 8.  | 〈Space Rock〉            | 1:53      |
| 9.  | 〈Slave〉                 | 2:53      |
| 10. | 〈Fall Together〉         | 2:02      |
| 11. | 〈Possibilities〉         | 2:00      |
| 12. | 〈Love Explosion〉        | 2:35      |
| 13. | 〈December〉              | 3:00      |